# Świt (Poznań)
Świt – jednostka obszarowa utworzona w 2008 roku na potrzeby Systemu Informacji Miejskiej (SIM) w Poznaniu. Jednostka obszarowa formalnie nie jest osiedlem. Mieści się na terenie osiedla samorządowego Grunwald Północ.

## Położenie
Według Systemu Informacji Miejskiej jednostka obszarowa Świt znajduje się w granicach:
- od wschodu: ulicą Szamotulską;
- od południa: ulicą Marcelińską;
- od zachodu: ulicą Grochowską;
- od północy: ulicą Bukowską.

## Oświata
- Publiczna Szkoła Podstawowa Cogito (ul. Sierakowska 23)[3]
- Zespół Szkół Elektrycznych nr 2 im. ks. Piotra Wawrzyniaka (ul. Świt 25)[4]
- Zespół Szkół Geodezyjno-Drogowych im. R. Modrzejewskiego (ul. Szamotulska 33)[5]